# Robert Ward (componist)
Robert Eugene Ward (Cleveland (Ohio), 13 september 1917 – Durham (North Carolina), 2 april 2013) was een Amerikaans componist, muziekpedagoog en dirigent.

## Levensloop
Ward studeerde muziek van 1935 tot 1939 aan de befaamde Eastman School of Music in Rochester (New York) bij Bernard Rogers, Edward Royce en Howard Hanson. Vervolgens studeerde hij van 1939 tot 1941 aan de Juilliard School of Music in New York onder andere compositie bij Frederick Jacobi, orkestratie bij Bernard Wagenaar en orkestdirectie bij Albert Stoessel en Edgar Schenkman. In de zomer van 1941 studeerde hij bij Aaron Copland aan de Berkshire Music Center in Massachusetts.
Van 1942 tot 1946 diende hij in de United States Army eerst in de Army Music School in Fort Myer, in Arlington County, Virginia. Later was hij als militaire kapelmeester van de 7th Infantry Band werkzaam. Daarna doceerde hij aan de Juilliard School of Music en aan de Columbia-universiteit in New York. In 1956 werd hij hoofd bij de muziekuitgever Galaxy Music Corporation en in 1967 kanselier van de North Carolina School of Arts in Winston-Salem.
In 1979 werd hij professor voor muziek aan de Duke University in Durham (North Carolina).
Als componist schreef hij werken voor verschillende genres, werken voor orkest, harmonieorkest, muziektheater, koren, vocale muziek en kamermuziek. In 1962 ontving hij de Pulitzerprijs in muziek en voor zijn opera The Crucible de New York Music Critic's Citation. Hij was lid van de American Academy and Institute of Arts and Letters.

## Composities

### Werken voor orkest

#### Symfonieën
- 1941 · Symfonie nr. 1, voor orkest
- 1947 · Symfonie nr. 2, voor orkest
- 1950 · Symfonie nr. 3, voor orkest
- 1958 · Symfonie nr. 4, voor orkest
- 1976 · Canticles of America - Symfonie nr. 5 voor sopraan, bas, spreker, gemengd koor, piano en orkest

#### Concerten voor instrumenten en orkest
- 1968 · Concert, voor piano en orkest
- 1984 · Concert, voor tenorsaxofoon en orkest
- Concert, voor viool en orkest
- Dialogues, voor viool, cello en orkest

#### Andere werken
- 1944 · Adagio and Allegro, voor orkest
- 1954 · Euphony, voor orkest
- 1962 · Hymn and Celebration, voor orkest
- 1963 · Music for a Celebration, voor orkest
- 1966 · Festive Ode, voor orkest
- 1970 · Music for a Great Occasion, voor orkest
- By the Way of Memories, voor orkest
- Invocation and Toccata, voor orkest
- Jonathan and the Gingery Snare, voor spreker en orkest

### Werken voor harmonieorkest
- 1945 · Jubilation, An Overture, voor harmonieorkest
- 1959 · Clarinet Escapade, voor klarinet en harmonieorkest
- 1957 · Prairie Overture, voor harmonieorkest
- 1962 · Night Fantasy, voor harmonieorkest
- 1966 · Fiesta Processional, voor harmonieorkest
- 1981 · Four Abstractions for Band, voor harmonieorkest
  1. Jagged Rhythms in Fast Tempo
  2. Color Masses
  3. Light in Motion
  4. Interweaving Lines
- Antiphony for Winds, voor harmonieorkest
- Fantasia, voor groot koperensemble en pauken

### Cantates
- 1960 · Earth Shall Be Fair, cantate voor sopraan, alt, tenor, bas, gemengd koor, kinderkoor en orkest
- 1965 · Sweet Freedom's Song, cantate voor sopraan, bas, spreker, gemengd koor en orkest
  1. It Was A Great Design
  2. Epitaphs
  3. Sweet Freedom's Song
  4. Ballad of Boston Bay

### Muziektheater

#### Opera's
| Voltooid in         | titel                                           | aktes              | première                                     | libretto                                          |
| ------------------- | ----------------------------------------------- | ------------------ | -------------------------------------------- | ------------------------------------------------- |
| 1956-1959; rev.1973 | He Who Gets Slapped (ook bekend als: Pantaloon) | 3 aktes            | 17 mei 1956, New York                        | Bernard Stambler, naar Leonid Andrejev            |
| 1961                | The Crucible                                    | 4 aktes            | 26 oktober 1961, New York, City Centre Opera | Bernard Stambler naar Arthur Miller               |
| 1964; rev.1994      | The Lady from Colorado; rev. als: The Lady Kate | 2 aktes            | 3 juli 1964, New York                        | Bernard Stambler naar Homer Croy                  |
| 1977-1978           | Claudia Legare                                  | 4 aktes            | 14 april 1978, Minneapolis                   | Bernard Stambler naar Henrik Ibsen "Hedda Gabler" |
| 1981; rev.1983      | Abelard and Heloïse                             | proloog en 3 aktes | 19 februari 1982, Charlotte (North Carolina) | Jan Hartmann                                      |
| 1982                | Minutes till Midnight                           | 3 aktes            | 4 juni 1982, Miami                           | van de componist en D. Lang                       |
| 1993                | Roman Fever                                     | 1 akte             | 9 juni 1993, Durham (North Carolina)         | Roger Brunyate naar Edith Wharton                 |

#### Operettes
| Voltooid in | titel              | aktes | première                               | libretto           |
| ----------- | ------------------ | ----- | -------------------------------------- | ------------------ |
| 1994        | Lady Kate          |       | 1994, Wooster (Ohio) Ohio Light Opera  |                    |
| 2005        | A Name of Napoleon |       | 2005, Wooster (Ohio), Ohio Light Opera | James "Doc" Stuart |

#### Revues
- The Life of Riley

### Werken voor koren
- Concord Hymn, voor gemengd koor
- I Hail This Land uit de opera "Lady Kate", voor gemengd koor, harmonieorkest en piano
- Images of God, voor gemengd koor
- Let Us Heed the Voice Within, voor gemengd koor en orgel
- Sacred Canticles, voor gemengd koor, trompet, slagwerk en piano
- That Wondrous Night of Christmas Eve, voor gemengd koor
- with rue my heart is laden, voor gemengd koor
- Would You Be Glad, voor gemengd koor, kinderkoor en orgel

### Vocale muziek
- 1951 · Sacred Songs for Pantheists, voor sopraan en orkest (of piano)
- 2008 · In Praise of Science, voor sopraan en koperensemble[1]
- Arias, voor bariton en piano
- Ballad from "Pantaloon", voor lage stem en piano
- Consider Well God's Ways, voor bas solo en gemengd koor
- Hymn to the Night, voor sopraan en piano
- In His Last Days Jesus Came to Jerusalem, voor sopraan solo, gemengd koor en orgel
- Love's Seasons, voor hoge stem en piano
- When Christ Rode Into Jerusalem, voor sopraan solo, gemengd koor en orgel

### Kamermuziek
- 1950 · First Sonata, voor viool en piano
- 1966 · Strijkkwartet nr. 1
- 1985 · Raleigh Divertimento, voor blazerskwintet
- Appalachian Ditties and Dances, voor viool en piano
- Arioso, voor cello en piano
- Bath County Rhapsody, voor strijkkwartet en piano
- Dialogues, voor viool, cello en piano
- Echoes of America, voor klarinet, cello, en pianotrio
- Second Sonata, voor viool en piano
- Serenade for Mallarme, voor dwarsfluit, altviool, cello en piano
- Tarantelle, voor cello en piano

### Werken voor orgel
- Celebrations of God in Nature
- The Promised Land (Congregational Packet)

### Werken voor piano
- Lamentation and Scherzo